# 버몬트/베벌리역
버몬트/비버리역(Vermont/Beverly Station)은 로스앤젤레스 군 광역철도의 빨간선역 중 하나이다. 버몬트 거리 (Vermont Ave)랑 비버리 대로 (Beverly Blvd)의 교차로에 위치해 있는 지하철역이다.

## 역 정보

### 역 구조
| 1층     | 길거리                          | 출입구 (내려감), 메트로 버스 정류장                                      |
| 지하1층 |                                 | 출입구 (올라감), 표 사는 곳, 개찰구                                      |
| 지하2층 | 빨간선                          | ← 버몬트/산타모니카역 Vermont/Santa Monica ← 노스할리우드역행 (종착점행) |
| 지하2층 | 섬식 승강장, 윈쪽 출입문이 열림 |                                                                          |
| 지하2층 | 빨간선                          | → 윌셔/버몬트역 Wilshire/Vermont Station → 유니언역행 (기점행)           |

### 열차 운행 정보

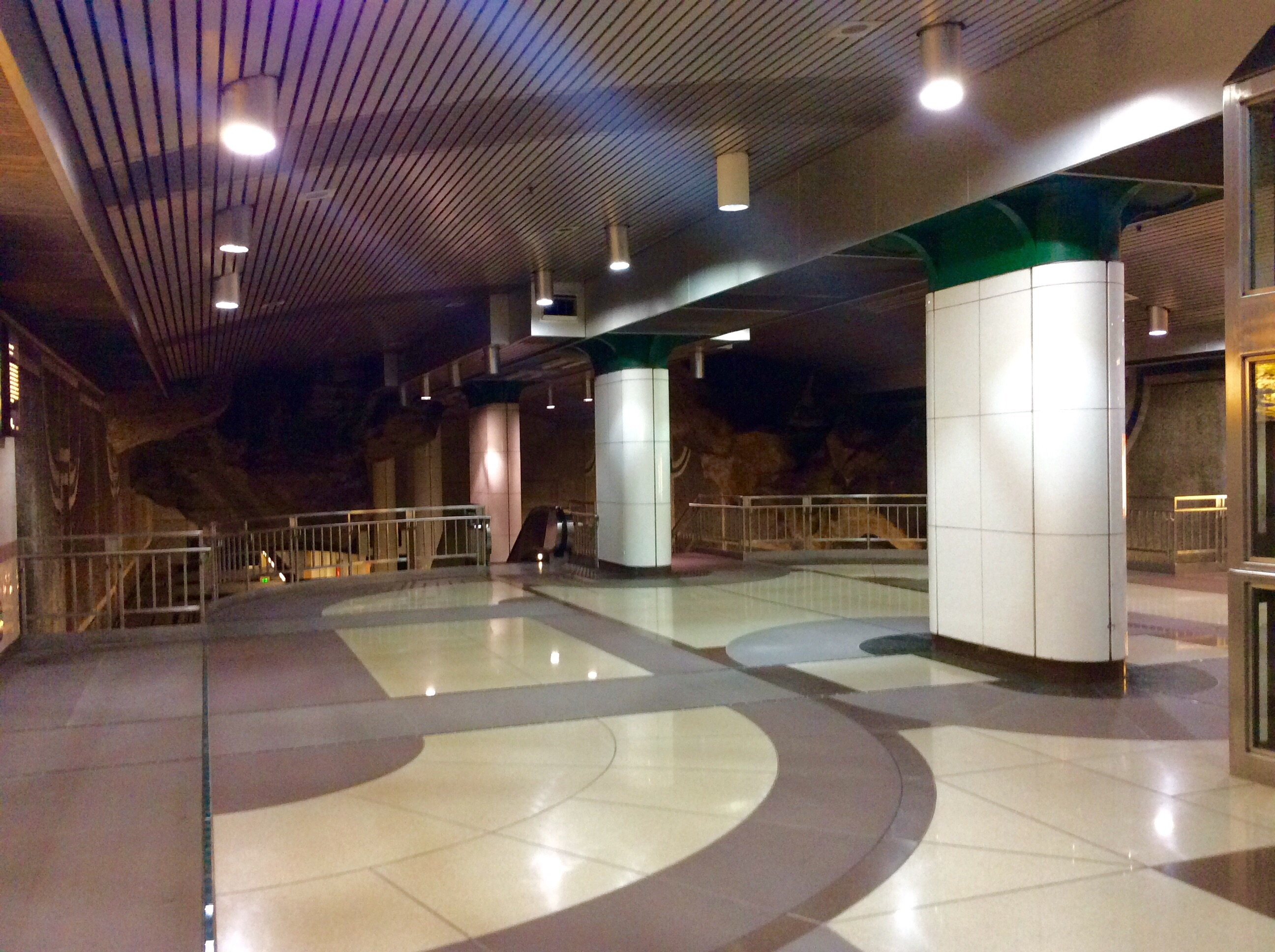
지하1층의 모습.

이 역에서는 일반 시간에 지하철 운행이 오전 5시부터 시작하여 오전 12시 45분까지 한다. 그러나 오후 9시가 지날 경우, 열차 점검이랑 검사를 실행하기 때문에 시간표가 비정확해진다고 했다.

## 연결 가능한 대중교통
| 메트로 Metro Bus        | 일반 메트로버스: 10, 15, 204 급행 메트로버스: 754 |
| LADOT                   | 일반: - DASH: -                                   |
| 푸트힐 Foothill Transit | -                                                 |
| 빅블루버스 Big Blue Bus | -                                                 |
| 기타:                   | -                                                 |